# Magnolia, Mississippi
Magnolia là một thành phố thuộc quận Pike, tiểu bang Mississippi, Hoa Kỳ. Năm 2010, dân số của thành phố này là 2 420 người.

## Dân số
- Dân số năm 2000: 2 090 người.
- Dân số năm 2010: 2 420 người.